# Acinetobacter baumannii
Acinetobacter baumannii és una espècie d'eubacteri patogen gram-negatiu que és resistent a la majoria dels antibiòtics per farmacoresistència, algunes estimacions sostenen que aquest patogen podria estar matant desenes de milers de pacients als Estats Units cada any. A. baumannnii pot causar pneumònia severa i infeccions del tracte urinari (ITU).
Els mutants d'aquest eubacteri que no produeixen glicoproteïna són menys virulents, formen menys biofilm i són més susceptibles als antibiòtics.